# WCT Tournament of Champions
Il WCT Tournament of Champions è stato un torneo di tennis facente parte del WCT Tour dal 1977 al 1989. Si è giocato a Lakeway nel 1977, a Las Vegas nel 1978, a Dorado nel 1979 e a Forest Hills dal  1980 al 1989.

## Albo d'oro

### Singolare
| Località     | Anno | Vincitore        | Finalista            | Punteggio               |
| ------------ | ---- | ---------------- | -------------------- | ----------------------- |
| Lakeway      | 1977 | Harold Solomon   | Ken Rosewall         | 7–6, 6–2, 2–6, 0–6, 6–3 |
| Las Vegas    | 1978 | Björn Borg       | Vitas Gerulaitis     | 6–5, 5–6, 6–4, 6–5      |
| Dorado       | 1979 | Jimmy Connors    | Vitas Gerulaitis     | 6–5, 6–0, 6–4           |
| Forest Hills | 1980 | Vitas Gerulaitis | John McEnroe         | 2–6, 6–2, 6–0           |
| Forest Hills | 1981 | Eddie Dibbs      | Carlos Kirmayr       | 6–3, 6–2                |
| Forest Hills | 1982 | Ivan Lendl       | Eddie Dibbs          | 6–1, 6–1                |
| Forest Hills | 1983 | John McEnroe     | Vitas Gerulaitis     | 6–3, 7–5                |
| Forest Hills | 1984 | John McEnroe     | Ivan Lendl           | 6–4, 6–2                |
| Forest Hills | 1985 | Ivan Lendl       | John McEnroe         | 6–3, 6–3                |
| Forest Hills | 1986 | Yannick Noah     | Guillermo Vilas      | 7–6, 6–0                |
| Forest Hills | 1987 | Andrés Gómez     | Yannick Noah         | 6–4, 7–6, 7–6           |
| Forest Hills | 1988 | Andre Agassi     | Slobodan Živojinović | 7–5, 7–6, 7–5           |
| Forest Hills | 1989 | Ivan Lendl       | Jaime Yzaga          | 6–2, 6–1                |

### Doppio
| Località     | Anno | Vincitori                      | Finalisti                         | Punteggio     |
| ------------ | ---- | ------------------------------ | --------------------------------- | ------------- |
| Forest Hills | 1980 | Peter Fleming John McEnroe     | Peter McNamara Paul McNamee       | 6–2, 5–7, 6–2 |
| Forest Hills | 1981 | Peter Fleming John McEnroe     | John Fitzgerald Andy Kohlberg     | 6–4, 6–4      |
| Forest Hills | 1982 | Tracy Delatte Johan Kriek      | Dick Stockton Erik Van Dillen     | 6–4, 3–6, 6–3 |
| Forest Hills | 1983 | Tracy Delatte Johan Kriek      | Kevin Curren Steve Denton         | 6–7, 7–5, 6–3 |
| Forest Hills | 1984 | David Dowlen Nduka Odizor      | Ernie Fernandez David Pate        | 7–6, 7–5      |
| Forest Hills | 1985 | Ken Flach Robert Seguso        | Givaldo Barbosa Ivan Kley         | 7–5, 6–2      |
| Forest Hills | 1986 | Hans Gildemeister Andrés Gómez | Boris Becker Slobodan Živojinović | 7–6, 7–5      |
| Forest Hills | 1987 | Guy Forget Yannick Noah        | Gary Donnelly Peter Fleming       | 4–6, 6–4, 6–1 |
| Forest Hills | 1988 | Jorge Lozano Todd Witsken      | Pieter Aldrich Danie Visser       | 6–3, 7–6      |
| Forest Hills | 1989 | Rick Leach Jim Pugh            | Jim Courier Pete Sampras          | 6–4, 6–2      |